# Veronica Tentori
Veronica Tentori (Oggiono, 22 gennaio 1985) è una politica italiana.

## Biografia
Nata il 22 gennaio 1985 a Oggiono, in provincia di Lecco, si è laureata in architettura al Politecnico di Milano con il massimo dei voti nel 2010, ottenendo l'abilitazione all'esercizio della professione di architetto nel 2011; vince un concorso come tecnico comunale a Cinisello Balsamo (MI), carica dalla quale è in aspettativa.
Oltre all'architettura, l'urbanistica, la sostenibilità ambientale e la musica, si appassiona alla politica entrando a far parte fin dai 16 anni di età della Sinistra giovanile e poi nel Partito Democratico.

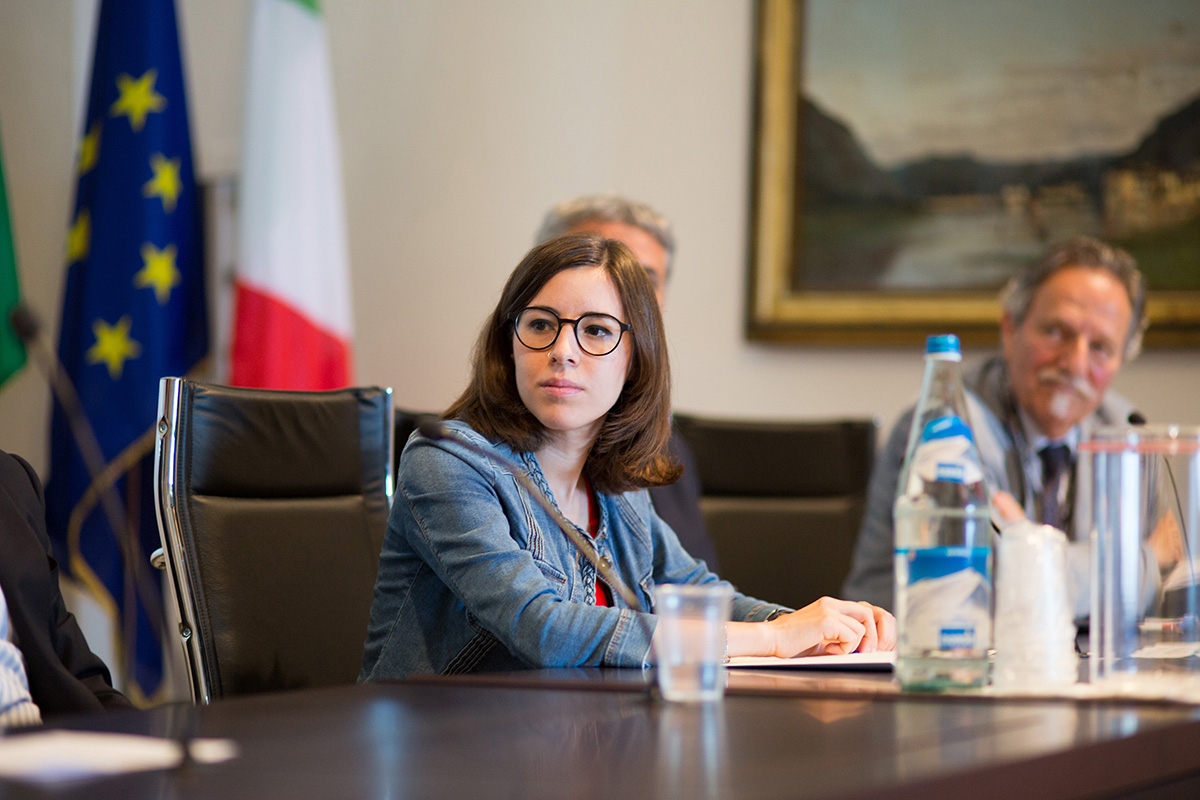
Veronica Tentori a Varenna, alla conferenza stampa di presentazione di Wikimania 2016 a Esino Lario

Nel 2012 partecipa alle primarie del Partito Democratico della Provincia di Lecco, ottenendo 1719 preferenze. Alle elezioni politiche del 2013 è eletta alla Camera dei deputati dove fa parte della Commissione Agricoltura; ha presentato come prima firmataria 3 proposte di legge e 17 tra interrogazioni interpellanze e mozioni e ha partecipato al 93,69% delle votazioni della Camera.
Nei primi mesi del 2013, prima dell'elezione alla Camera dei deputati, è stata al centro di un vivace dibattito con il Comitato Lecchese Acqua Pubblica relativamente alla gestione del servizio idrico integrato in Provincia di Lecco.